# John Petrucelli
John Joseph Petrucelli (Hicksville, 27 ottobre 1992) è un cestista statunitense naturalizzato italiano.

## Statistiche

### G League
| Anno      | Squadra        | PG  | PT | MP   | TC%  | 3P%  | TL%  | RP  | AP  | PRP | SP  | PP   |
| --------- | -------------- | --- | -- | ---- | ---- | ---- | ---- | --- | --- | --- | --- | ---- |
| 2016-2017 | Erie BayHawks  | 32  | 12 | 21,0 | 44,4 | 32,1 | 73,2 | 3,1 | 1,3 | 0,8 | 0,3 | 5,6  |
| 2017-2018 | Lakeland Magic | 43  | 7  | 20,9 | 47,8 | 26,3 | 84,0 | 4,0 | 1,2 | 1,3 | 0,4 | 8,2  |
| 2018-2019 | Lakeland Magic | 47  | 12 | 28,3 | 48,3 | 44,2 | 84,9 | 4,1 | 2,8 | 1,7 | 0,8 | 12,1 |
| Carriera  | Carriera       | 122 | 31 | 23,8 | 47,5 | 37,9 | 82,4 | 3,8 | 1,9 | 1,3 | 0,5 | 9,0  |

### Eurocup
| Anno      | Squadra  | PG | PT | MP   | TC%  | 3P%  | TL%  | RP  | AP  | PRP | SP  | PP  |
| --------- | -------- | -- | -- | ---- | ---- | ---- | ---- | --- | --- | --- | --- | --- |
| 2020-2021 | Ulma     | 10 | 10 | 28,2 | 40,8 | 40,0 | 81,8 | 3,5 | 1,3 | 1,8 | 0,6 | 9,4 |
| 2022-2023 | Brescia  | 12 | 5  | 21,3 | 41,6 | 42,9 | 77,1 | 2,2 | 1,0 | 1,4 | 0,2 | 9,7 |
| Carriera  | Carriera | 22 | 15 | 24,5 | 41,2 | 41,4 | 78,9 | 2,8 | 1,1 | 1,6 | 0,4 | 9,5 |

### Cronologia presenze e punti in Nazionale
| Cronologia completa delle presenze e dei punti in Nazionale - Italia | Cronologia completa delle presenze e dei punti in Nazionale - Italia | Cronologia completa delle presenze e dei punti in Nazionale - Italia | Cronologia completa delle presenze e dei punti in Nazionale - Italia | Cronologia completa delle presenze e dei punti in Nazionale - Italia | Cronologia completa delle presenze e dei punti in Nazionale - Italia | Cronologia completa delle presenze e dei punti in Nazionale - Italia | Cronologia completa delle presenze e dei punti in Nazionale - Italia |
| Data                                                                 | Città                                                                | In casa                                                              | Risultato                                                            | Ospiti                                                               | Competizione                                                         | Punti                                                                | Note                                                                 |
| -------------------------------------------------------------------- | -------------------------------------------------------------------- | -------------------------------------------------------------------- | -------------------------------------------------------------------- | -------------------------------------------------------------------- | -------------------------------------------------------------------- | -------------------------------------------------------------------- | -------------------------------------------------------------------- |
| 25/06/2022                                                           | Trieste                                                              | Italia                                                               | 71 - 90                                                              | Slovenia                                                             | Amichevole                                                           | 6                                                                    | [ 1 ]                                                                |
| 04/07/2022                                                           | Almere                                                               | Paesi Bassi                                                          | 81 - 92                                                              | Italia                                                               | Qual. Mondiali 2023                                                  | 3                                                                    | [ 2 ]                                                                |
| 12/08/2022                                                           | Bologna                                                              | Italia                                                               | 78 - 79 dts                                                          | Francia                                                              | Amichevole                                                           | 0                                                                    | [ 3 ]                                                                |
| 11/11/2022                                                           | Pesaro                                                               | Italia                                                               | 84 - 88 dts                                                          | Spagna                                                               | Qual. Mondiali 2023                                                  | 7                                                                    | [ 4 ]                                                                |
| 14/11/2022                                                           | Tbilisi                                                              | Georgia                                                              | 84 - 85                                                              | Italia                                                               | Qual. Mondiali 2023                                                  | 5                                                                    | [ 5 ]                                                                |
| 22/02/2024                                                           | Pesaro                                                               | Italia                                                               | 87 - 80                                                              | Turchia                                                              | Qual. Euro 2025                                                      | 2                                                                    | [ 6 ]                                                                |
| 25/02/2024                                                           | Szombathely                                                          | Ungheria                                                             | 62 - 83                                                              | Italia                                                               | Qual. Euro 2025                                                      | 9                                                                    | [ 7 ]                                                                |
| 23/06/2024                                                           | Trento                                                               | Italia                                                               | 79 - 68                                                              | Georgia                                                              | Torneo amichevole                                                    | 6                                                                    | [ 8 ]                                                                |
| 25/06/2024                                                           | Madrid                                                               | Spagna                                                               | 84 - 87 dts                                                          | Italia                                                               | Amichevole                                                           | 9                                                                    | [ 9 ]                                                                |
| 03/07/2024                                                           | San Juan                                                             | Italia                                                               | 114 - 53                                                             | Bahrein                                                              | Qual. Olimpiadi 2024                                                 | 6                                                                    | [ 10 ]                                                               |
| 05/07/2024                                                           | San Juan                                                             | Porto Rico                                                           | 80 - 69                                                              | Italia                                                               | Qual. Olimpiadi 2024                                                 | 2                                                                    | [ 11 ]                                                               |
| 07/07/2024                                                           | San Juan                                                             | Italia                                                               | 64 - 88                                                              | Lituania                                                             | Qual. Olimpiadi 2024                                                 | 8                                                                    | [ 12 ]                                                               |
| Totale                                                               |                                                                      | Presenze                                                             | 12                                                                   |                                                                      | Punti                                                                | 63                                                                   |                                                                      |

## Palmarès
- Coppa Italia: 1

Brescia: 2023